# 杉浦兼松
杉浦 兼松（すぎうら かねまつ、1890年（明治23年）6月5日 - 1979年（昭和54年）10月21日）は、日本の生化学者である。
アメリカ合衆国のスローン・ケタリングがんセンターで癌の化学療法の分野で働いた。

## 来歴
愛知県津島市禰宜町の染物屋に生まれ、父から剣道を学んだ。父を癌で失い、徒弟奉公にでるが、1903年（明治36年）アメリカの鉄道王、エドワード・ヘンリー・ハリマンが、すでに渡米していた兼松の兄を通訳にともなって来日し、武道の得意な少年を渡米させることになり、最年少のメンバーとして渡米した。アメリカで高校に通い、ハリマンも癌で没すると、未亡人が寄付した資金で設立された研究所でアルバイトしながらコロンビア大学で生化学を学んだ。1917年（大正6年）にメモリアル病院（後にスローン・ケタリングがんセンターとなる）に研究者として働いた。ユーイング（James Ewing）のもとで、当時、癌の療法としては主流でなかった化学療法の研究を始め、純系動物によるがんの継代移植技術で移植可能な癌を常備して、薬品によるがん縮小効果を見る研究を行った。第二次世界大戦後、癌の化学療法が脚光をあびると、スローン・ケタリング研究所は癌の化学療法のメッカとなった。
1972年（昭和47年）にLaetrileの抗癌性についての杉浦の評価が適当であったかどうかの論議を呼んだ。